# Rafína

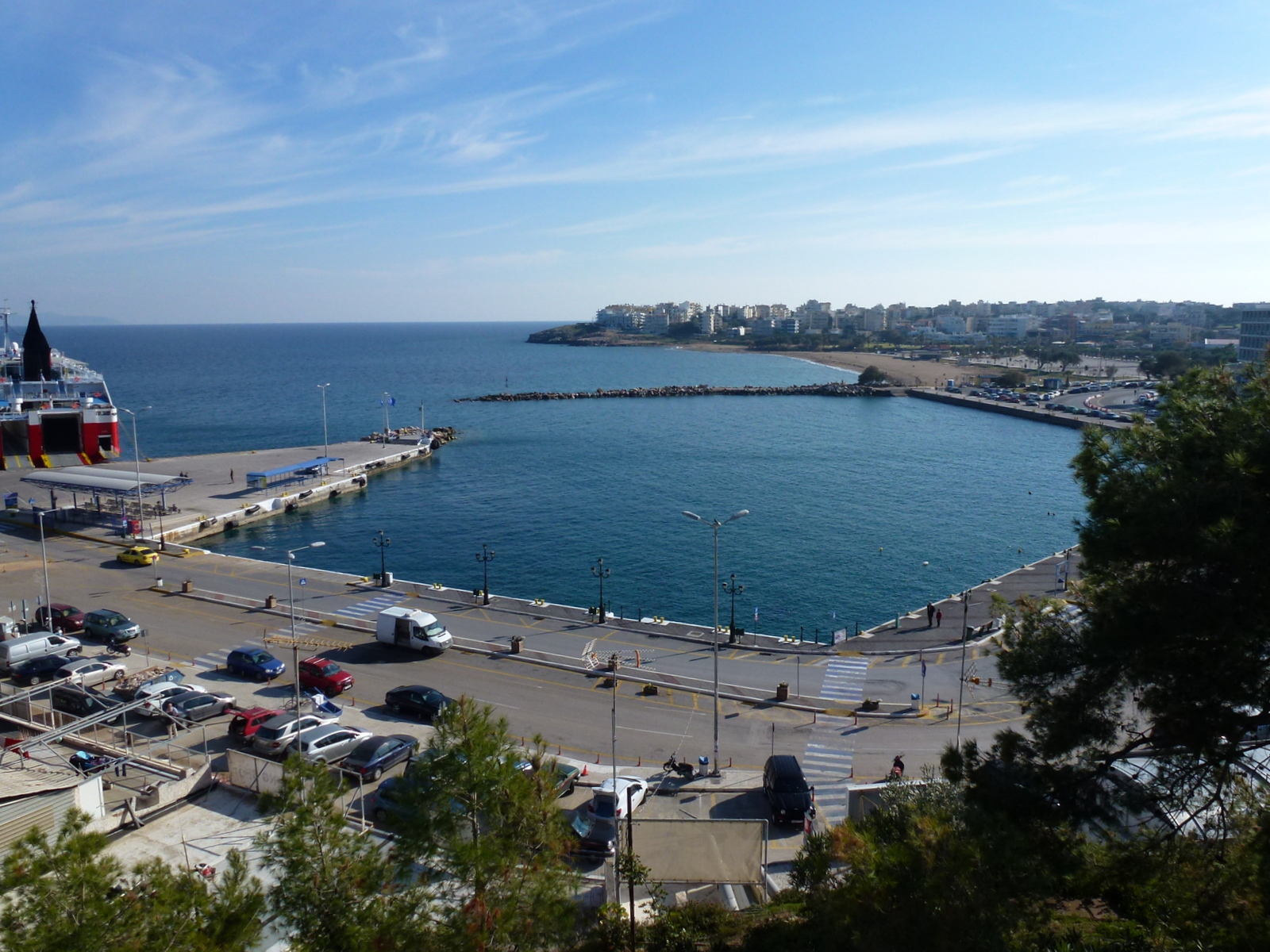
Port de Rafina - Attique - Grèce

Rafína (grec moderne : Ραφήνα) est un port de la côte est de l'Attique en Grèce et forme avec la localité de Pikérmi le dème de Rafinas-Pikermíou.
Rafina est le second port de l'Attique, après Le Pirée ; il dessert les Sporades et le nord des Cyclades. 
Au nord, Rafína est quasiment limitrophe de la station balnéaire de Máti, au sud de celle d'Artémida. Elle se trouve à peu près au milieu de la côte est de l'Attique et s'ouvre sur le golfe d'Eubée. Elle se situe à 40 km à l'est du centre d'Athènes.

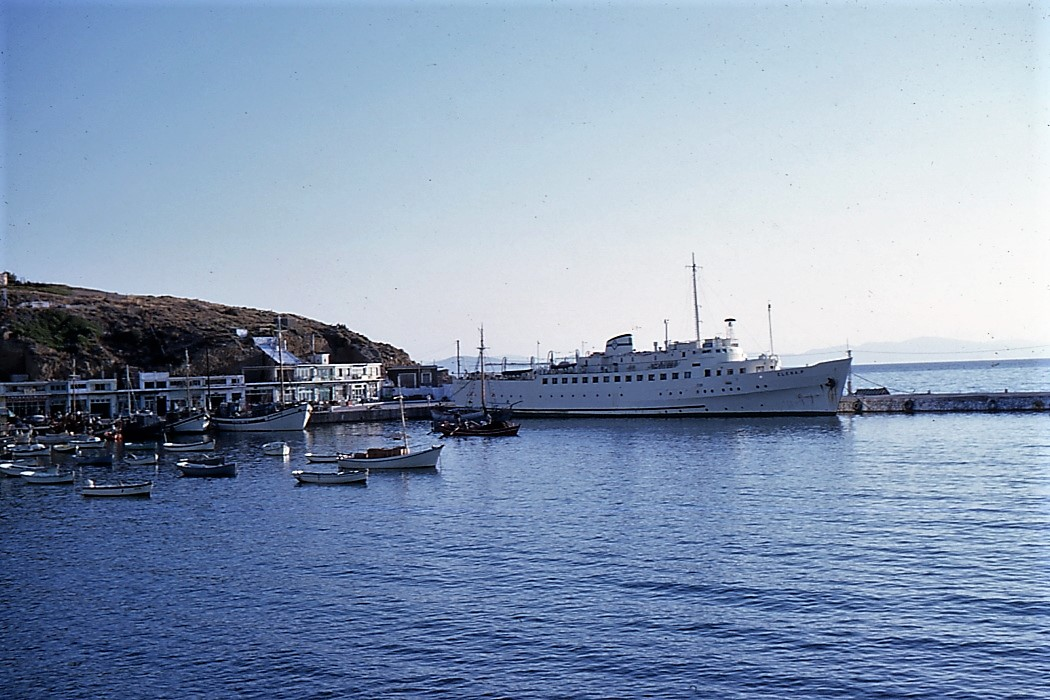
Port de Rafina en juillet 1966

## Démographie
Rafina comprend deux entités,  la ville de Rafina proprement dite et la localité voisine de Kallitechnoupoli. Le reste du territoire de la commune (18 972 km2) est composé de forêts et de terres agricoles.
| Année | Population Rafina | Population commune |
| ----- | ----------------- | ------------------ |
| 1981  | 4,994             | –                  |
| 1991  | 8,282             | 8,611              |
| 2001  | 10,173            | 10,701             |
| 2011  | 12,168            | 13,091             |

## Histoire

### Antiquité
Le site de Rafína est très probablement occupé dès la période du Néolithique. Des fouilles archéologiques réalisées de 1952 à 1954, à l’initiative du  professeur Dimitris Théocharis (Δημήτρης Θεοχάρης), ont permis de retrouver les restes d’une bourgade, Askitario (Ασκηταριό). Elle connaît son apogée à l'âge du bronze, entre 3200 et 2000 avant J.-C. Elle se trouve à l’emplacement actuel de la plage  de Marikes. Son déclin date du Ier millénaire av. J.-C.
Une autre localité voit ensuite le jour à proximité, Arafine (Αραφήν). Elle se situe à l’emplacement actuel du port de Rafina. Elle doit son nom à Arafinas (Αραφήνας), le premier magistrat à l’administrer après la réforme de Clisthène (506 avant J.-C.). Cette réforme  substitue aux anciennes structures politiques d’Athènes et de l’Attique, fondées sur la richesse et l'origine familiale,  un système de répartition territoriale (isonomie) basée sur les dèmes.
Des vestiges de l'époque romaine retrouvés à un peu plus d'un kilomètre du port de Rafina, un bain public notamment, permettent de dire que le site est toujours occupé aux tout premiers siècles de notre ère.

### Époque contemporaine
Il faut attendre le XIXe siècle pour trouver une nouvelle source concernant Rafina. C'est le fait d'un voyageur britannique, William Martin Leake, qui mentionne la présence en Grèce d'un petit hameau portant ce nom.  
En 1922  la «Grande Catastrophe», nom donné en Grèce à l'expulsion des Grecs d'Ionie à l'issue de la seconde guerre gréco-turque (1919-1922), va être source d'une forte augmentation de la population de Rafína. De nombreux habitants de la ville de Triglia en Asie Mineure se réfugient dans ce hameau et y construisent un quartier qu'ils appellent  «la Nouvelle Triglia». Il n'en reste plus rien à l'exception d'une maison demeurée en l'état et devenue un musée.
Durant la seconde guerre mondiale, le port de Rafina est utilisé par les troupes d'occupation allemandes pour des expéditions en Crète et en Égypte.
Ce n'est qu'à partir des années 1970 que le village de Rafina se développe de manière importante grâce à une politique volontaire de construction et au développement des activités portuaires. Elle devient une ville moderne de taille moyenne mais aussi une station balnéaire très fréquentée en été. Son développement lui confère le statut de dème en 1994. 
En 2011 le dème de Rafína englobe la localité de Pikérmi (Πικέρμι) et devient le dème de Rafína-Pikérmi. 

### Jumelage
Rafína est jumelée avec deux villes:
- Lefkara
- Tirilye